# V-J Day in Times Square

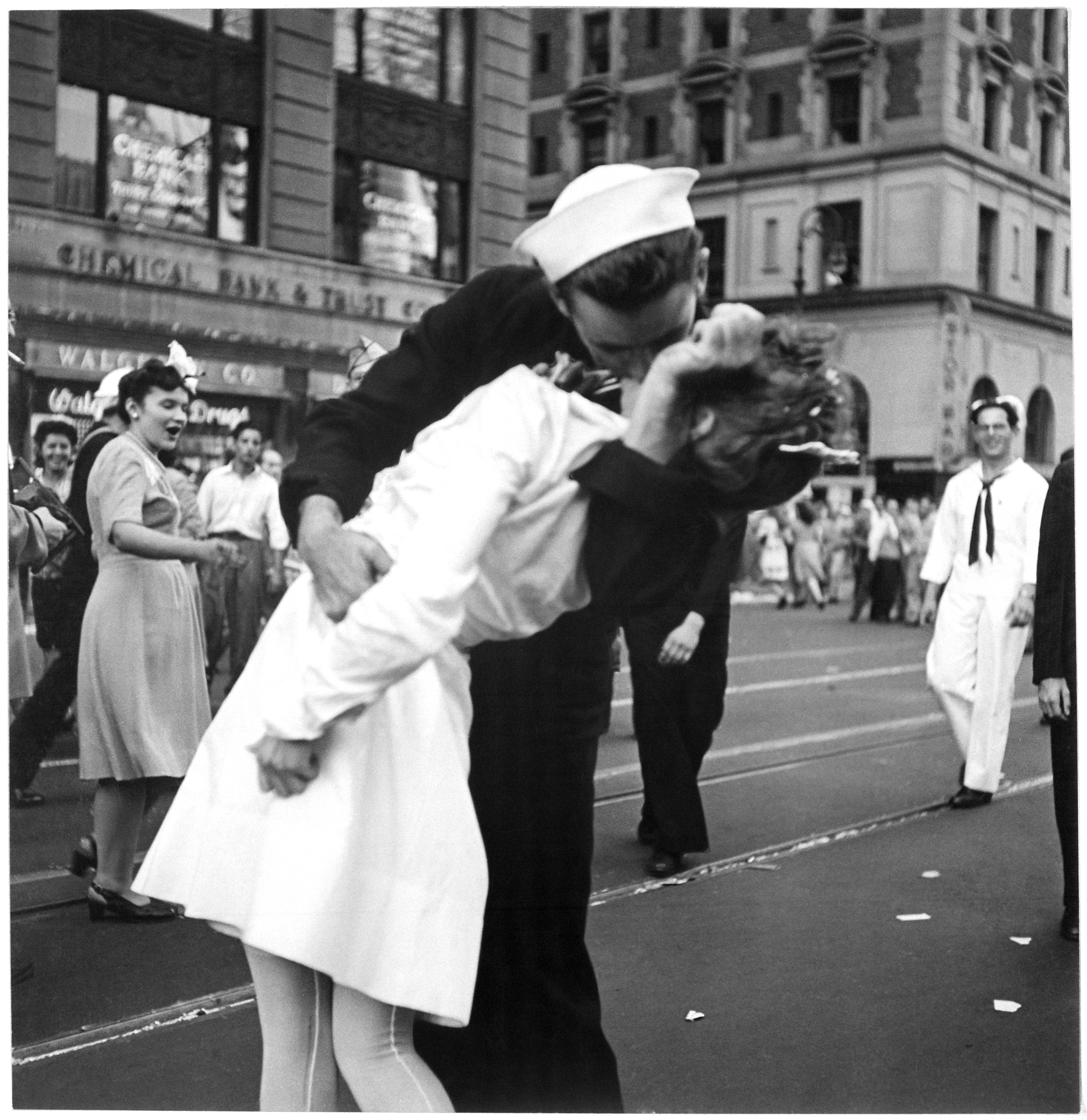
V-J Day in Times Square

V-J Day in Times Square 또는 V-J Day Kiss는 알프레트 아이젠슈테트의 사진으로, 당시 간호사였던 그레타 짐머 프리드먼이 대일 전승 기념일(V-J Day)이었던 1945년 8월 14일 뉴욕 타임스 스퀘어에서 한 미국 해군 수병에게 갑작스런 키스를 당한 장면을 찍은 것이다.
이 장면을 찍은 사진은 아이젠슈테트와 당시 해군 중위였던 빅터 요르겐센(Victor Jorgenson)의 두 가지가 존재한다. 아이젠슈타트의 사진은 라이프 지의 미국 종전 특집에 VJ-Day in Times Square라는 제목으로 소개되었고, 요르겐센의 사진은 뉴욕 타임즈에 Kissing the War Goodbye 라는 제목으로 소개되었다. 두 사진 중에서는 아이젠슈타트의 사진이 더 널리 알려져 있다.